# Yuri Kochiyama

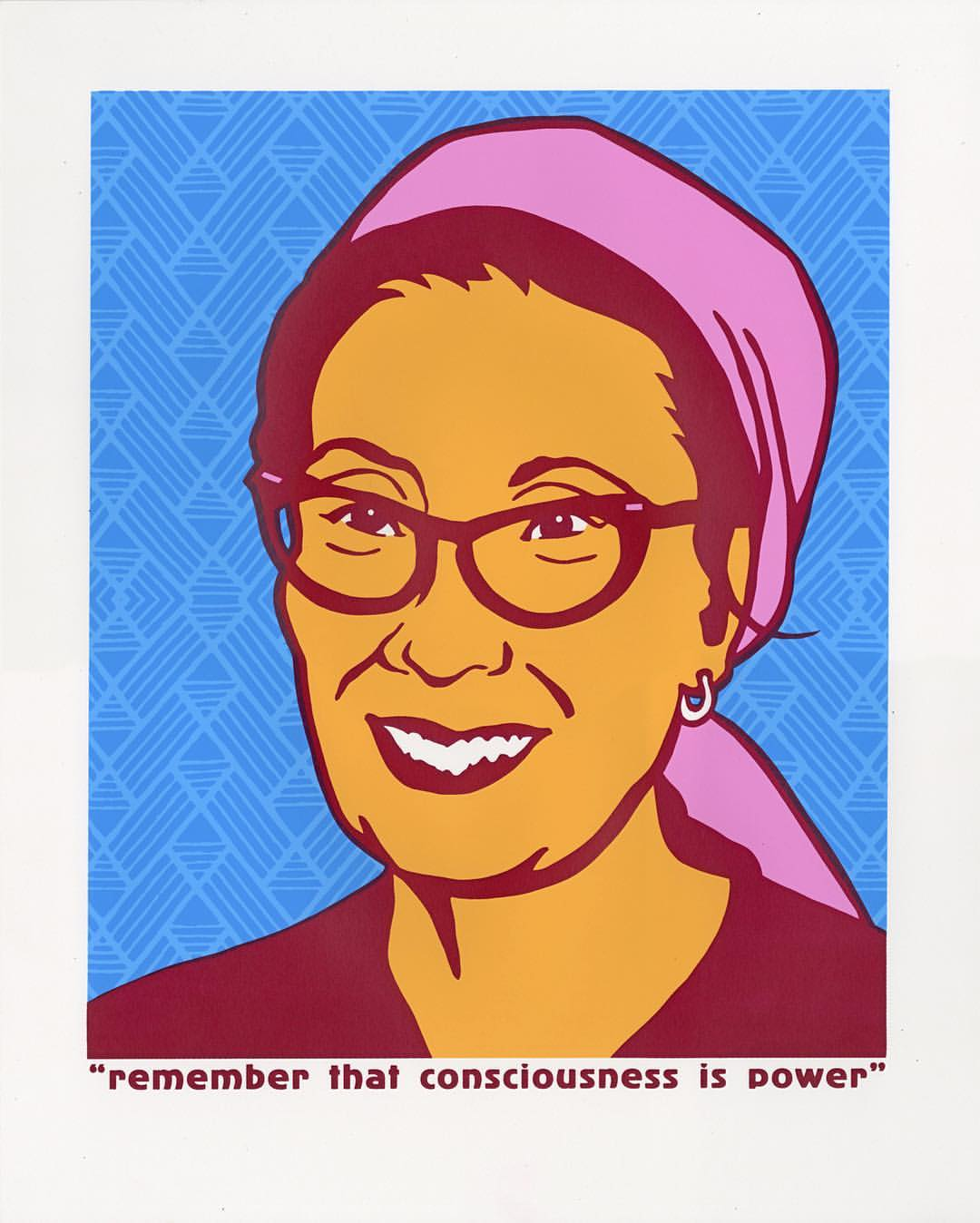
Yuri Kochiyama

Yuri Kochiyama (* 19. Mai 1921 in San Pedro, Los Angeles, Kalifornien, Vereinigte Staaten; † 1. Juni 2014 in Berkeley, Kalifornien, Vereinigte Staaten) war eine US-amerikanische Bürgerrechtsaktivistin. Sie engagierte sich intensiv in den Befreiungs- und Empowermentbewegungen der Afroamerikaner, Latinos und asiatischstämmigen Amerikaner.

## Leben und Werk
Kochiyama wurde als Mary Yuriko Nakahara als Tochter der japanischen Einwanderer Seiichi Nakahara und Tsuyako Nakahara geboren und wuchs in einem kleinen Arbeiterviertel in San Pedro auf. Sie besuchte die San Pedro High School, wo sie als Sportjournalistin für den San Pedro News-Pilot arbeitete. Sie machte 1939 ihren Highschool-Abschluss und 1941 ihren Abschluss am Compton Junior College.
Nach dem Bombenangriff auf Pearl Harbor in Hawaii am 7. Dezember 1941 wurde ihr Vater, der sich von einer Magengeschwüroperation erholte, von FBI-Agenten in das Bundesgefängniskrankenhaus Terminal Island gebracht, da Gerüchte aufkamen, er sei ein feindlicher Spion. Nach sechswöchiger Haft starb ihr Vater einen Tag nach seiner Entlassung am 21. Januar 1942. Am 19. Februar 1942 erließ Präsident Franklin Delano Roosevelt die Executive Order 9066, die das Militär ermächtigte, Bürger japanischer Abstammung und ansässige Ausländer aus den Küstengebieten zwischen Washington und Kalifornien sowie Südarizona zu verbannen. Sie wurden aus ihren Heimatgemeinden in vom Militär verwaltete Umsiedlungszentren in Kalifornien, Arizona, Washington, Oregon, Idaho, Utah, Wyoming, Colorado und Arkansas umgesiedelt.
Ihre Familie wurde zunächst im Versammlungszentrum Santa Anita in Kalifornien und dann im Jerome Relocation Center in Arkansas inhaftiert. Während ihres Aufenthalts dort unterrichtete sie in der Sonntagsschule.
Nach ihrer Entlassung aus dem Zentrum zog sie nach New York City und heiratete 1946 Bill Kochiyama, einen Veteranen des 442. Infanterieregiments, welches ausschließlich aus japanischen Amerikanern bestand. Sie bekam mit ihm zwei Töchter und vier Söhne, von denen sich einzelne aktiv im Kampf für die Befreiung der Afroamerikaner, in der Antikriegsbewegung und in der asiatisch-amerikanischen Bewegung engagierten.

## Aktivismus
1960 zog sie mit ihrer Familie in ein Sozialwohnungsprojekt in Harlem und lud viele Bürgerrechtler wie die Freedom Riders zu ihren Haustreffen ein. Ihre Familie wurde auch Mitglied des Harlem Parents Committee, einer Basisorganisation, die für sicherere Straßen und integrative Bildung kämpfte. Sie und ihr Ehemann organisierten Schulboykotte, um eine gute Ausbildung für Kinder aus den Innenstädten zu fordern.
1963 lernte sie Malcolm X kennen und trat in seine neu gegründeten Organisation für Afro-Amerikanische Einheit und der Republic of New Afrika ein, einer in Harlem ansässigen afroamerikanischen nationalistischen Organisation. Als Malcolm X 1965 ermordet wurde, wurde sie fotografiert, wie sie seinen Kopf in den Armen hielt. Das Foto erschien in dem Artikel Tod von Malcolm X im 
Life-Magazin.
Durch ihre Arbeit und ihre Verbindungen zur Black Power Ende der 1960er Jahre wurde sie zu einer Führungspersönlichkeit der aufkommenden asiatisch-amerikanischen Bewegung. In New York City schloss sie sich der Organisation Asian Americans for Action an und trat als Hauptrednerin bei Veranstaltungen zum Hiroshima-Tag auf. Sie unterstützte ethnische Studien am City College of New York und die Anstellung chinesischer Bauarbeiter am Konfuzius-Platz. In den 1970er Jahren organisierte sie mehrere Demonstrationen, darunter die Besetzung der Freiheitsstatue, um auf die schwierige Lage der puerto-ricanischen Unabhängigkeit aufmerksam zu machen. Am 25. Oktober 1977 wurde sie verhaftet, weil sie zur Unterstützung puerto-ricanischer Nationalisten an der Besetzung der Freiheitsstatue beteiligt war. Sie gehörte zu einer Gruppe, die erfolgreich die Freilassung von fünf puerto-ricanischen Nationalisten forderte, die über 20 Jahre lang inhaftiert waren.
In den 1980er Jahren setzte sie sich gemeinsam mit ihrem Mann für eine formelle Entschuldigung der Regierung bei den japanisch-stämmigen Internierten und für Reparationen durch den Civil Liberties Act ein. 1988 unterzeichnete Präsident Ronald Reagan das Gesetz, und jeder Überlebende der Internierung japanisch-stämmiger Amerikaner erhielt 20.000 Dollar.
Im 21. Jahrhundert protestierte Kochiyama gegen die Diskriminierung von Arabern, Muslimen und Südasiaten nach dem 11. September 20001 und hielt bei einer Mahnwache in der San Francisco Bay Area eine Rede, in der sie japanisch-stämmige Amerikaner aufforderte, sich an Pearl Harbor zu erinnern.
Ihr Leben wurde in ihren Memoiren Passing It On (2004), der Biografie Heartbeat of Struggle: The Revolutionary Life of Yuri Kochiyama (2005) und zwei Dokumentarfilmen Yuri Kochiyama: Passion for Justice (1993) und Mountains that Take Wing (2009) sowie in Hunderten von Artikeln und Filmen thematisiert.
2004 erhielt sie einen Ehrentitel von der Wesleyan University und ihre Memoiren Passing it On: A Memoir gewannen den Outstanding Book Award des Gustavus Myers Center for the Study of Bigotry and Human Rights. 2005 wurde sie wurde im Rahmen des Projekts 1000 Frauen für den Friedensnobelpreis für ihren Aktivismus für den Friedensnobelpreis nominiert.
Kochiyama starb 2014 in Berkeley im Alter von 93 Jahren.
Das von dem Yuri Kochiyama Solidarity Project (YKSP) entworfene und realisierte Wandbild mit dem Titel From Harlem with Love(auch bekannt als „YK-MX-Wandbild“) wurde im Sommer 2016 fertiggestellt. Es befindet sich in Harlem am Old Broadway zwischen der 125. und 126. Straße, wo sie und ihr Ehemann ihre Kinder großzogen und vier Jahrzehnte lang aktiv waren.

## Auszeichnungen und Ehrungen (Auswahl)
- 1994: Preis des Gouverneurs des Staates New York für herausragende Leistungen als asiatischer Amerikaner
- 1994:  Frederick Douglass Award des North Star Fund
- 1994: Charles Bannerman Memorial Fellowship
- 1996: Dean’s Medal der CUNY School of Law, Queens College
- 1996: Japanischer Amerikaner des Zweijahreszeitraums der Japanese American Citizens League[13]
- 2010: Ehrendoktortitel von der California State University, East Bay
- 2011: Blue Scholars veröffentlichen ihren Song „Yuri Kochiyama“
- 2019: am 19. Mai 2019 wurde sie mit einem Google-Doodle geehrt[14][15][16]

## Veröffentlichungen (Auswahl)
- Passing It On : A Memoir. ISBN 978-0934052375.